# 臺南市二二八紀念碑
22°59′30″N 120°10′57″E / 22.991558°N 120.182382°E
臺南市二二八紀念碑，位在臺灣臺南市安平區二二八紀念公園的二二八和平紀念碑，1995年落成。

## 造型

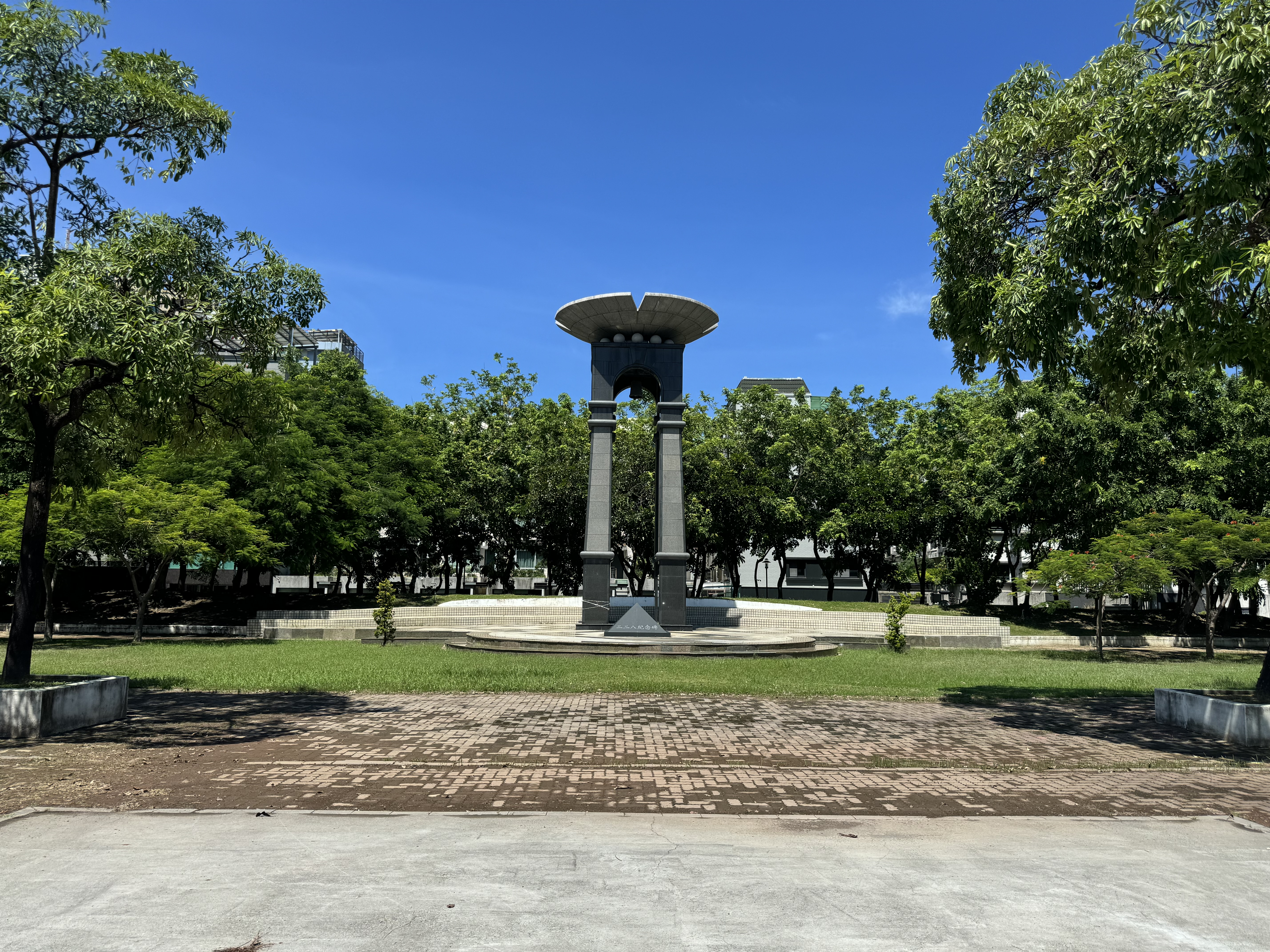
遠景

臺南市二二八紀念碑是由建築師王文楷設計。頂端之所以採上有裂痕的鑊（炒鍋）形狀，是暗喻因「民以食為天」，其破損代表著「民之傷」。鼎下的白球與和平鐘暗喻經歷史洪流的滾動之後，社會會趨於安詳和平。
碑前有座三角錐型基座石碑上，銘刻時任台南市市長施治明寫的建碑緣起。主文述明「歷史常有錯誤與悔悟」，餘二到四段在述南市立碑經過與設計意義。側面則有受難者的名單。

## 建立
1988年2月28日，民主進步黨陳永興、李勝雄、鄭南榕等原計畫在台南市舉行二二八事件紀念碑破土典禮，引起治安單位派遣大批人員進駐，最後放棄。1990年1月14日，新當選立法委員的洪奇昌、戴振耀等人在臺南公園舉行二二八紀念碑設址儀式。
至十二屆市議會時，眾人決議興建臺南市二二八紀念碑。1993年11月，在建平一號公園開工。
1994年7月14日，民進黨籍市議員郭朝武對臺南市二二八紀念碑碑文提出意見，認為應公開徵求各界討論才定稿。碑文經兩次公開徵文，僅三篇應徵，而被評審者決定只寫建碑緣起。9月2日，碑體近完工時，文獻委員范勝雄主張要變動，因認為碑體附近的永華市政中心將來有許多高樓大廈，若規模不大夾在其間就有如小土地公廟般。因種種原因，原訂耗資新台幣一千兩百萬元、兩百日曆天完工的碑體，就重新變更設計而拖延竣工。1995年2月21日，市議員林易煌指責碑文未寫爆發原因，批評不敢面對歷史真相。到同月27日揭幕儀式前夕，建物的水泥尚未完全乾燥。9年後，鐘塔上黏貼的大理石片便陸續剝落。
1995年2月28日，和平紀念日，臺南市二二八紀念碑揭幕儀式上，由市長施治明代表台南市政府，向王育霖後人王克紹醫師等人獻花。次年紀念會上，市長施治明宣布將建平一號公園定名為「二二八和平紀念公園」時，一名陳姓老婦號啕呼喊弟弟的亡魂歸來。
台南縣市合併後，2011年和平紀念日，台南市政府先於安平區的臺南市二二八紀念碑舉行，明年再輪到新營區的臺南縣二二八紀念碑，以兩處輪辦作處理。